# Червоне дворіччя
Червоне дворіччя (італ. Biennio rosso, 1919–1920) — період підйому робітничого руху в Королівстві Італія, що супроводжувався масовим захопленням фабрик і заводів робітниками та створенням робітничих рад. Причинами різкого підйому страйкового руху стали погіршення економічної ситуації в результаті Першої світової війни, а також вплив революції, що відбувалася в Росії. Особливо сильним рух був у Північній Італії.
Події 1920 року біля П'ємонту, коли сотні тисяч жителів взяли участь у страйковій боротьбі, захопленні фабрик і створення робітничих рад, створювали в країні передреволюційну ситуацію.

## Робітничі ради
16 березня 1919 року в Дальміні відбулася перша окупація з робітничим самоврядуванням в історії Італії: під проводом Едмондо Россоні сталеливарний завод Franchi e Gregorini було захоплено націонал-синдикалістською профспілкою Unione Italiana del Lavoro (UIL) за підтримки фашистів Муссоліні. Вражаючим фактом, що спричинив сенсацію, стало продовження виробництва відповідно до продуктивістських поглядів, яких набув рух: фактично, самоврядні робітники продовжили працю, піднявши над фабрикою італійський триколор замість червоного прапора. Муссоліні особисто відвідав підприємство:
Початок «червоного дворіччя» було покладено на Півночі Італії, в Турині, який був промисловим центром країни. Тут у серпні 1919 року відбулося створення першої робітничої ради, що започаткувало поширення страйкового руху. З Турина рух почав стрімко поширюватися всією країною.
Ради являли собою явище робітничої самоорганізації, що формувалися представниками від кожних 15-20 осіб, які обиралися зборами секцій підприємств, усім робітничим колективом, незалежно від того, входили вони до профспілкових організацій чи ні. Керівництво заводських секцій обирало внутрішню комісію, підконтрольну колективу: її членів могли відкликати будь-якої миті на вимогу колективу і призначити туди інших людей, якщо колектив вважав це за необхідне. Ця система здобула популярність під назвою «робітничих рад», тобто системи прямої демократії: запропонована та здійснювана анархо-синдикалістами, а також соціалістами та комуністами.
До функцій робочих рад належали здійснення контролю над технічним персоналом, звільнення «ворогів робітничого класу», контроль над виробництвом підприємства та фінансовими операціями.

### Виникнення робітничих рад
До листопада 1919 робітничі комісії досягли національних масштабів. До лютого 1919 року Італійська федерація робітників-металістів (FIOM) уклала контракт, що мав легалізувати комісії. Комісії хотіли перетворити на ради, які мають організаторські функції. До травня 1919 року, згідно з Карлом Леві, ці ради «перетворилися на домінуючу силу всередині металургійної промисловості та [традиційні] профспілки ризикували стати маргінальними адміністративними одиницями».
Ці події відбувалися здебільшого в Турині, проте цей досвід стрімко поширювався серед селян та робітників по всій Італії. Зокрема, у Лігурії після провалу переговорів про заробітну плату робітники-металісти та суднобудівники окупували свої фабрики та керували ними чотири дні.

Протягом цього революційного дворіччя збільшився вплив анархо-синдикалістів та комуністів. Так, наприклад, Італійський синдикальний союз (УСІ ) збільшився до 600 000 членів. Уельський репортер, марксист Ґвін Вільямс писав у своїй книзі:

### Захоплення фабрик
Роботодавці відповіли на підйом страйкового робітничого руху масовим закриттям фабрик, що, однак, тільки більше загострило обстановку, позаяк тисячі робітників по всій Італії почали здійснювати захоплення фабрик, концентруючи засоби виробництва головних економічних центрів у своїх руках.

Анархісти виявилися першими, хто висунув ідею захоміплення робочих місць робітниками. Відомий італійський анархо-комуніст Ерріко Малатеста писав у березні 1920 року в «Уманіта нова»:

Ради просували ідею робітничого самоврядування виробництвом у відповідь на дії роботодавців. Своєю чергою, власники фабрик вимагали від уряду втрутитися, щоб зупинити робітників.

Залізничні робітники відмовлялися перевозити війська, робітники відвернулися від гасел реформістських профспілок, а селяни займали землю. Щоправда, це було майже виключно рухом промислових робітників (що згодом відзначалося як слабкість руху). Данієль Ґерін резюмує розвиток руху:

Налякані тим, що відбувалося, підприємці пішли на низку поступок у вересні 1920 року, погоджуючись на виконання частини вимог. У результаті страйковий рух починає згасати, окупація фабрик припиняється. Це було пов’язано з позицією Соціалістичної партії (ІСП) та профспілкового керівництва ВКТ, які виступали проти захоплення фабрик робітниками й обговорювали з урядом можливість повернення ситуації в «нормальне русло». Більшість італійських робітників входила до просоціалістичного профспілкового об’єднання ВКТ, тож, попри спротив анархо-синдикалістів, які виступали проти угоди з урядом, страйковий рух помітно ослаб.

### Остання спроба
27 вересня 1920 року повноваження робітничих рад були скасовані. Робітники негайно спробували заблокувати це рішення, зупинивши виробництво. Власники підприємств відповіли на це закриттям фабрик; аби не допустити їхнього захоплення, були викликані урядові війська. Вимоги керівництва полягали в нав’язуванні робітникам з FIOM нового контракту, який би змінив систему контролю над підприємствами. Ці вимоги були спрямовані на знищення системи робітничих рад і налагодженої ними структури взаємодії.
Робітники Турина відповіли на це загальним страйком. Вони закликали до участі разом із синдикалістами комуністів і соціалістів, однак ті відмовилися, тож єдину підтримку страйкарі отримали з боку анархо-синдикалістів. Водночас місцева федерація УСІ не змогла надати достатньої допомоги страйкарям. Через два тижні робітники ухвалили рішення припинити боротьбу. Зрештою контроль знову перейшов до керівництва фабрик, ради були ліквідовані, а багато робітничих лідерів заарештовані або усунуті від своєї діяльності різними способами.

## Суперечки та головні герої
Суперечки всередині революційного руху точилися між поміркованим крилом ІСП, яке прагнуло лише поліпшення становища робітників, радикальним крилом тієї ж партії на чолі з Антоніо Ґрамші, на яке великий вплив справила Жовтнева революція і які згодом створили Італійську комуністичну партію, а також між робітниками й селянами — анархістами, лідером яких був Ерріко Малатеста, і анархо-синдикалістами з УСІ.
Ще однією важливою фігурою в революційному русі був Амадео Бордіґа, який пізніше став теоретиком «лівого комунізму» (тенденції, яку критикував В. І. Ленін).

## Контекст і наслідки
Події, схожі на ті, що відбувалися в Італії, мали місце в той самий період і в інших країнах — таких як Німеччина, Австрія та Угорщина, на які також значний вплив справили революційні події в Росії. Державні репресії та відсутність єдності в лавах соціалістів гальмували розвиток руху. Події «червоного дворіччя» сприяли тому, що правлячі класи Італії вирішили зробити ставку на Беніто Муссоліні та фашистів, за допомогою яких сподівалися покінчити з робітничим страйковим рухом.
«Червоне дворіччя» 1919 і 1920 змінилося «чорним дворіччям» ( італ. biennio nero — чорне дворіччя) 1921 і 1922, що завершилося походом на Рим чорносорочників на чолі з Беніто Муссоліні .